# Casc de Sutton Hoo
Sutton Hoo Helmet és una escultura de l'artista anglès Rick Kirby. Una representació del casc anglosaxó amb el mateix nom que es troba al vaixell funerari de Sutton Hoo, va ser encarregada pel National Trust per suspendre fora d'una sala d'exposicions al centre de visitants de Sutton Hoo. A l'obertura del centre, l'escultura va ser revelada pel premi Nobel de Literatura Seamus Heaney el 13 de març de 2002. Va romandre en el seu lloc, dominant l'entrada de la sala d'exposicions, fins al 2019, quan es va traslladar a l'entrada de Sutton Hoo.
L'escultura és d'1,8 m d'alt, 1,2 m d'amplada, 1,6 m de profunditat i pesa 900 kg. Està fet de làmines d'acer suaus que són de color vermell. Dissenyat per tenir una "presència ferotge", està inspirat en l'aparença fragmentària del casc reconstruït en lloc de la rèplica brillant feta pels Royal Armouries.. L'acer és el mitjà preferit de Kirby, permetent el sentit de l'escala i l'impacte dramàtic que es troba en el casc de Sutton Hoo. L'escultura és il·lustrativa del cos de treball de Kirby, en gran part figural, i la seva qualitat de màscara s'ha repetit en peces posteriors.

## Història
El 1939, els arqueòlegs que van excavar túmuls amb vistes al riu Deben prop de Woodbridge, Suffolk, van descobrir una tomba anglosaxona de riquesa inigualable. El vaixell funerari Sutton Hoo va ser ràpidament etiquetat com "Britain’s Tutankhamun"; les troballes van canviar les vistes del que llavors es va anomenar els Anys obscurs, que -amb nous coneixements de la seva riquesa i sofisticació- es va conèixer com l'Edat Mitjana. L'artefacte més icònic, el casc de Sutton Hoo, es va ajuntar a partir de més de 500 fragments. En les dècades posteriors, el casc de Sutton Hoo ha arribat a simbolitzar l'Edat Mitjana, l'arqueologia i Anglaterra.
Les troballes de Sutton Hoo es van donar al Museu Britànic en poques setmanes. La finca era de propietat privada fins al 1998, quan Tranmer House (originalment Sutton Hoo House i reanomenada pel Trust en honor del donant), va ser llegada al National Trust. El 2000 el Trust va encarregar a van Heyningen and Haward Architects el disseny d'un centre de visitants. El seu treball va incloure la planificació general de la finca, el disseny d'una sala d'exposicions i instal·lacions per visitants, aparcament i la restauració de la casa Edwardian. El 13 de març de 2002 es va inaugurar el centre de visitants de 5 milions de lliures (equivalent a 10,3 milions de lliures el 2023) pel premi Nobel Seamus Heaney, qui va publicar el 1999 la traducció de Beowulf, un poema èpic anglosaxó que descriu extravagants costums funeràries similars a les observades a Sutton Hoo.
El National Trust va encarregar a l'escultor anglès Rick Kirby la creació d'una obra per al centre de visitants. Va ser l'encarregat de fer alguna cosa amb una "presència ferotge". Les obres de Kirby van incloure diversos encàrrecs públics, entre ells una escultura fora de l'Hospital de Sant Tomàs, revelada per la Comtessa Margaret el 2000, i una altra al centre de la ciutat de Calne, anunciada per la Reina Elizabeth el 2001. El National Trust Sutton Hoo Helmet va ser col·locat sobre l'entrada de la sala d'exposicions el 26 de febrer de 2002, per davant de la seva presentació oficial el març. L'escultura va romandre per sobre de les portes, dominant l'entrada, fins al 2019; el 30 de maig es va instal·lar en una nova ubicació a l'entrada.
En el transcurs de la realització de l'escultura, Kirby va completar una maqueta. La maqueta, d'1,97 m d'alt amb pedestal, va ser oferta per una galeria d'art privada el 2005, amb un preu de 9.600 lliures.

## Descripció
L'escultura de Kirby es basa en el famós casc que es troba al vaixell funarari de Sutton Hoo, però es representa a una escala molt més gran. Està feta de 900 kg de plaques d'acer lleus de color vermell, i té 1,8 m d'alt, 1,2 m d'ample i 1,6 m de profunditat. L'estructura externa descansa en un marc d'acer intern. Per contra, el casc real té 31,8 cm d'alt, 21,5 cm d'ample, 25,5 cm de profunditat i originalment pesava uns 2,5 kg.
Igual que el casc anglosaxó fragmentat, l'obra de Kirby està feta de moltes peces de metall, evocant un objecte reconstruït per un arqueòleg. L'escultura emula intencionadament l'aparença fragmentària de la segona reconstrucció del casc, remuntada de 1970 a 1971 per Nigel Williams, en lloc de la rèplica brillant feta per les Royal Armouries. El Casc Sutton Hoo va ser descrit pel National Trust com "fantastic—such a striking image and it has a real wow factor", i pel East Anglian Daily Times com una escultura "icònica" que saluda els visitants del lloc.
Tant el material com el tema són típics del treball de Kirby. L'acer és el material escollit de Kirby, pel que ell descriu com "la capacitat de fer-se enorme". Gran part dels altres treballs de Kirby se centren en la cara i la forma humana, i les seves peces posteriors Masks and Vertical Face repeteixen la mateixa qualitat observadora i poc emotiva.